# L'Hermenault
L'Hermenault è un comune francese di 864 abitanti situato nel dipartimento della Vandea nella regione dei Paesi della Loira.

## Società

### Evoluzione demografica
Abitanti censiti